# Helena Velena
Helena Velena, connue dans les années 1980 sous le nom de Jumpy Velena, née Giampaolo Giorgetti à Bologne), est une chanteuse, productrice et activiste transgenre italienne, également active en tant qu'écrivain et théoricienne de la contre-culture. Active dans le mouvement punk depuis la fin des années 1970, elle fonde d'abord  RAF Punk puis Attack Punk Records, avec lesquels elle a publié certains des groupes fondamentaux de la scène punk et hardcore italienne, tels que CCCP Fedeli alla linea, dont elle a publié les premiers albums. À la fin des années 1980, ses recherches se radicalisent vers les thèmes du cyberpunk et du transgenre,,.

## Biographie

### Jeunesse
Helena Velena, qui se décrit comme un « guérillero sémiotique-psychédélique », est né homme à Bologne dans les années 1960. Pendant ses années universitaires à la faculté de sciences politiques. À la fin des années 1970, il participe à l'effervescence du mouvement de 1977, fréquentant activement les réalités contre-culturelles naissantes alors actives dans la ville, et plus particulièrement la scène punk rock et new wave nationale naissante, qui y connaît ses premiers balbutiements dans ces années-là avec Harpo's Bazaar d'Oderso Rubini (plus tard Italian Records) ou à la Traumfabrik (The Stupid Set) de Filippo Scozzari et Giampiero Huber.
Un graffiti que Jumpy Velena a fait sur le mur à l'entrée de la Traumfabrik dans la Via Clavature, représentant un « A » encerclé et une seringue cassée avec les mots No Heroin et signé RAF Punk, sera plus tard repris par Andrea Pazienza et inséré deux fois dans l'un des épisodes de Zanardi. Durant cette période, il travaille également comme DJ sur radio libre et voix du mouvement bolonais Radio Alice, commençant à utiliser le pseudonyme de Jumpy Velena.

### RAF Punk et Attack Punk Records
En 1979, Jumpy Velena fonde le RAF Punk (RAF signifiant Rebel Anarchist Fraction) qui réunit Laura Carroli à la batterie (alors partenaire et complice des initiatives de Jumpy), Stefano Cimato alias Steno à la basse (qui quittera plus tard le groupe pour former Nabat (it), laissant la place à Barbato), Carlo Chiapparini et Massimo Poggi (alias Mammo) aux guitares. Le groupe, basé au Cassero de Bologne, en plus d'une intense activité de concerts à travers l'Europe, donne vie au fanzine auto-produit Attack Punkzine et au label discographique Attack Punk Records, qui deviendra rapidement l'un des points de référence de la scène anarcho-punk italienne,.
En 1980, à l'occasion du concert des Clash organisé par la municipalité de Bologne sur la Piazza Maggiore, RAF Punk organise une action de protestation, dans ce qui est l'une de leurs premières apparitions, en distribuant des tracts contre la municipalité et contre le groupe, jugé politiquement incohérent et coupable d'avoir signé peu avant pour CBS,. La déclaration rédigée par Jumpy Velena et ainsi diffusée provoque un tollé et est publiée dans son intégralité par le périodique Ciao 2001. Diego Nozza dans son livre Hardcore. Introduzione al punk italiano degli anni ottanta, souligne l'importance de cet acte dans la scène nationale, le considérant comme le point d'affirmation, également en Italie, de la scène anarcho-punk avec des tendances plus radicalement politisées et anarcho-pacifiste et distincte de la précédente, moins politisée ou plus liée au mouvement de 1977.
En 1981, Attack Punk Records sort son premier EP, une compilation éditée par Jumpy Velena intitulée Schiavi nella città più libera del mondo. Le titre de l'EP, qui comprend, outre RAF Punk, Anna FalkSS, Bacteria et Stalag 17, crée la polémique contre l'ancien maire de Bologne Renato Zangheri qui, avant les événements de Bologne du 11 mars 1977, aimait prétendre que « Bologne est la ville la plus libre du monde » car « mieux administrée ». Après la sortie de Schiavi nella città più libera del mondo, Jumpy Velena et Laura Carroli, lors d'un de leurs voyages à Londres, apportent le disque ainsi qu'une copie du livre Bologna Marzo 1977. Fatti Nostri aux Scritti Politti, qui peu de temps auparavant avaient produit leur 7" intitulé Skank Bloc Bologna, le vantant pour sa valeur en tant que ville de gauche, pour leur montrer comment, à Bologne même, le soulèvement de mars 1977 est militairement réprimé.
1982 voit la sortie d'une deuxième compilation intitulée Pops, Queens, Reichkanzlers e Presidenti, qui présente également des groupes européens tels que les Anglais de Total Chaos et les Finlandais de Kaaos.
En 1984, Jumpy Velena produit Ortodossia, le premier single de CCCP - Fedeli alla linea, qui sera suivi par les EP Ortodossia II (1985) et Compagni, cittadini, fratelli, partigiani (1985) et le LP Affinità-divergenze fra il compagno Togliatti e noi - Del conseguimento della maggiore età (1985). Pendant les années où Attack Punk Records et ses sous-labels (Totò alle prese coi dischi, Extrema! et Multimedia Attack) étaient actifs, Jumpy Velena a produit, entre autres, des groupes tels que Irha, Rivolta dell'Odio, Cracked Hirn, Tampax (it), Disciplinatha, Counterpower, I Refuse It!, Youth Brigade, Look Mummy Clowns, Truzzi Broders, A.C.T.H., Raw Power, et Underage.
Toujours en 1984, RAF Punk est invité par R Radical Records à participer à la double compilation International P.E.A.C.E. Benefit Compilation, qui comprendra, entre autres, des groupes tels que Crass, D.O.A., Dirty Rotten Imbeciles, Septic Death, Conflict, Reagan Youth, White Lies, Subhumans, Dead Kennedys, Butthole Surfers, mais aussi d'autres groupes de la scène italienne comme Negazione, Peggio Punx, Declino, Contrazione, Impact, Cheetah Chrome Motherfuckers et Wretched. La compilation est publiée en collaboration avec le fanzine San Francisco à distribution internationale Maximumrocknroll, qui avait une rubrique mensuelle sur la scène punk hardcore italienne.

### Dal Cybersex al Transgrender
À la fin des années 1980, Helena Velena fonde Cybercore, une société qui crée des bases de données et des messageries pour le tout jeune Videotel à l'intention du groupe cible des « minorités sexuelles », commençant ainsi à élaborer la théorie du cybersexe, prenant une part active au mouvement cyberpunk italien et poussant en même temps plus loin son propre parcours transgenre. La transformation définitive dans la nouvelle identité d'Helena Velena a lieu en 1993.
Après des années de recherche et de conférences dans ces domaines, elle élabore un anti-manifeste transgenre et, en 1995, elle publie Dal Cybersex al Transgrender (« Du cybersexe au transgenre ») chez Castelvecchi, important ainsi en Italie les discussions sur le sujet qui a été débattu pendant un certain temps dans d'autres pays. À la fin des années 1990, elle collabore également en tant que consultante sur ces sujets avec MediaMente, un programme télévisé consacré au monde des nouvelles technologies, produit par RAI Educational et animé par Carlo Massarini.

## Discographie

### Avec RAF Punk
- 1982 : W La Resistenza / Sarò Anche Pacifista, Ma..., su Schiavi nella città più libera del mondo (Attack Punk Records)
- 1984 : Contro La Pace, Contro La Guerra, Per La Rivoluzione Sociale, sur International P.E.A.C.E. Benefit Compilation (R Radical Records)
- 2005 : W La Resistenza, sur Punk in Italia (Toxic Records)

### Sous Helena Velena
- 1992 : due tracce, sur Happening digitali interattivi - DVD (Strano Net)
- 2008 : Colpa d'Alfredo, (avec Ronin et Giorgio Canali) sur Deviazioni - Un Omaggio a Vasco Rossi (Mucchio Extra)
- 2013 : Pulsional rosa rossa (live in Vradia), (avec Antonio Saccoccio, Fabiorosho, Vitaldo Conte) sur Pulsional Ru.Mo.Re! (Avanguardia 21)
- 2013 : Short Neotribal Suite (avec Antonio Saccoccio e Vitaldo Conte), sur Pulsional Ru.Mo.Re! (Avanguardia 21)
- 2013 : Benzodiazepine Purgatorium, sur La Femminilizzazione del Mondo (Ozky E-Sound)
- 2013 : Pulsional Rumore (gliss), (avec 7tn4CC e Vitaldo Conte) sur 0kbps050 (MAV Records)
- 2019 : Downburst (sax solo) sur Trash e Dental di Corkscrew

### Sous HelenaVelena
- 2002 : Zero punto sei, (mini CD - 4 pistes) (Private Pressing)
- 2006 : Niente, ma l'Essere... (mini CD - 4 pistes) (Private Pressing)
- 2008 : Per una teoria del tutto... (CD - 12 pistes) (Private Pressing)
- 2015 : Darling, sur Un tipo atipico - Tributo a Ivan Cattaneo (Soter)

## Filmographie
- 1988 : Voglia di Rock, réalisé par Massimo Costa
- 1990 : La Voce della Luna, réalisé par Federico Fellini
- 2005 : Mamma Dammi la Benza, (documentaire / série télévisée) réalisé par Angelo Rastelli
- 2012 : Questa Non E' Una Esercitazione,  (documentaire) réalisé par Alessandro Cavazza
- 2014 : Smetto quando Voglio, réalisé par Sydney Sibilia
- 2015 : Italian Punk Hardcore 1980/1989, (documentaire) réalisé par F.O.A.D. Records
- 2015 : Metamorfosi (documentaire) regia di Paolo Lipartiti
- 2016 : Rotte Indipendenti (documentaire / série télévisée), réalisé par Lara Rongoni e Giangiacomo de Stefano,
- 2016 : Porno e libertà|Porno e Libertà, (documentaire), réalisé par  Carmine Amoroso
- 2019 : Spore, (fiction) réalisée par Alessia Di Giovanni
- 2020 : Malenostro, (fiction) réalisé par  Marianna Sciveres